# Joe Stulac
Joseph Stulac, detto Joe (Etobicoke, 6 marzo 1935 – Toronto, 7 luglio 2001), è stato un cestista canadese.
Era il fratello di George Stulac.

## Carriera
Ai Giochi di Tokyo 1964 ha disputato 5 incontri con il Canada. Fa parte della Hall of Fame dell'Università di Toronto.